# Timbre (instrument)
Pour les articles homonymes, voir Timbre.
Dans le domaine des instruments de musique, un timbre est une cloche, une clochette ou, anciennement, un petit tambour, fixes, que l'on frappe avec un marteau, une baguette ou un maillet.